# Galgóczy Károly
Salgó-galgóci és ecsegi Galgóczy Károly (Lápafő, 1823. január 27. – Budapest, 1916. október 23.) mezőgazdász, közgazdász, statisztikus, történész, ügyvéd, gazdasági író. Az Országos Magyar Iparegyesület, az Első Magyar Gőzhajótársaság és az Erdélyi Gazdasági Egyesület egyik megalapítója, az MTA tagja. Liberális közgazdasági és mezőgazdasági munkáiban a kapitalista fejlődést szorgalmazta. Számos műve több vonatkozásban ma is történeti forrásértékű.

## Életpályája
Apja Tolna vármegye egyik településén, Lápafőn református lelkész volt. Középiskoláit a gyönki és nagykőrösi gimnáziumban, jogi tanulmányait a pozsonyi jogi akadémián végezte. Ezután, 1843-ban az ország jelentősebb uradalmainak gazdálkodását tanulmányozta. 1843 végétől 1848-ig a Magyar Gazdasági Egyesület gazdasági előadójaként Fényes Elek mellett dolgozott. Ő volt az első magyarországi birtokmegoszlási kimutatás elkészítője. 1846-ban ügyvédi vizsgát tett. 1848-ban a belügyminisztériumban szervezett statisztikai osztályra került. A szabadságharcban először újoncozó biztos volt, majd századosként számos ütközetben vett részt. A szabadságharc bukása után Nagykőrösre ment, ahol a református líceumban a mezőgazdasági és természetrajzi tanszéket foglalta el. Ettől azonban a szabadságharcban való részvétele miatt eltiltották. Ezután egy ideig bérleti gazdálkodást folytatott. 1853-ban Pestre költözött, és mezőgazdasági szakkönyvek írásával foglalkozott. Az Magyar Gazdasági Egyesület titkára lett, és az Iparegyletben tevékenykedett. 1858-ban a Magyar Tudományos Akadémia levelező tagjává választotta. Székfoglaló értekezését A mezőgazdaság a tudomány mai színvonalán címen tartotta. Gubitz Andrással együtt a Gubitz-eke társfeltalálója volt. 1859-65 között a pesti református papnevelde tanáraként dolgozott. 1860-tól az Adriai Biztosító Társaság gazdasági titkára volt. 1865-ben a kolozsvári Victoria Biztosító Társaság vezérigazgatójává választotta, ezért ettől kezdve Kolozsváron élt. 1873-ban visszaköltözött Budapestre. Élete hátralevő részét a Magyar Tudományos Akadémiának, az Országos Magyar Gazdasági Egyesületnek, a politikai életnek és további gazdasági, gazdaságtörténeti és helytörténeti művek írásának szentelte. Számos emlékbeszédet és életrajzi előadást tartott a magyar mezőgazdaság kitűnőségeiről, részben int az Országos Magyar Gazdasági Egyesületben, részint a Magyar Tudományos Akadémián, ezek egy része publikációban is megjelent.

## Művei

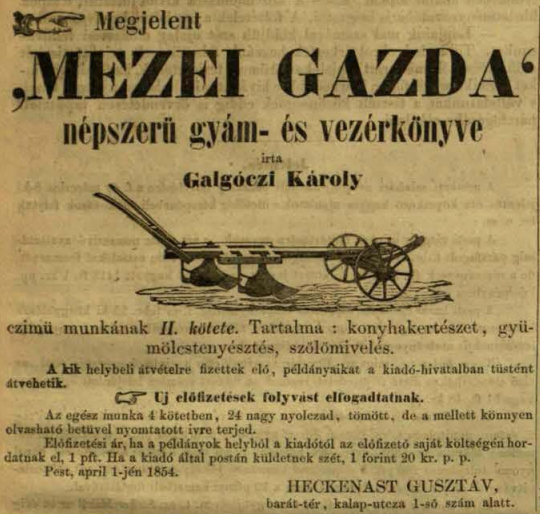
A Mezei gazda hirdetése (Vasárnapi Ujság 1854. 40. l.)

- Népszerű gazdasági földművelés… (Pest; 1845);
- Mezei gazda… (I–IV., Pest, 1854)
- Kertészet kézikönyve (Pest, 1854) Online
- Magyarország a szerb vajdaság és a temesi bánság mezőgazdasági statisztikája (Pest, 1855)
- Mire nevelje a magyar ember gyermekeit? (Pest, 1859)
- Uj iparrend az osztrák birodalomban (Pest 1860)
- Kolozsvár város múltja; jelene és jövője (Kolozsvár, 1872)
- Határrendőri törvényjavaslat (Budapest 1874)
- A székely kérdés (Bp., 1874)
- Emlékbeszéd Vállas Antal külső tag felett (Bp., 1875)
- Emlékbeszéd Szigethi Warga János levelező tag fölött (Bp., 1875)
- Pest-Pilis-Solt-Kiskunmegye monographiája (I–III. 1876–77)
- Erdőségek és a befásítás fontossága Magyarországra (Bp., 1877)
- Az alföldi aszályosság… (Bp., 1878)
- Emlékbeszéd Dr. Entz Ferencz, a M. Tud. Akadémia levelező tagja fölött (Bp., 1878)
- Emlékbeszéd Balla Károly lev. tag felett (Bp., 1879)
- A gazdasági munkáskérdés (Bp., 1879)
- Az Országos Magyar Gazdasági Egyesület emlékkönyve (Országos Magyar Gazdasági Egyesület, Bp. 1879-91., 6 füzet) – a mű az Országos Magyar Gazdasági Egyesület történetét és 114 életrajzot, számos jeles agrárszakember életrajzát tartalmazza
- A telepítés kérdése Magyarországon (Bp., 1880)
- Az ipar fontossága Magyarországon (Bp., 1880)
- A haszonhajtó szőllőmivelés leglényegesebb fogásai (Bp., 1882)
- Emlékbeszéd Kenessey Albert levelező tag felett (Bp., 1882)
- Emlékirat a magyar nemzet ezredéves ünnepe tárgyában (Budapest 1890)
- Nagy-kőrös város monographiája (I–III., Bp., 1896)
- Gazdasági egyesületek monographiája (Bp., 1896)
- A Sajó-galgóczi Galgóczy család négy ága, a Pókai Szikszay, Telegdi Csanády és Nagyfalusi Bajza család ismertetése, nemzedékrendekkel (Bp., 1896)
- Az OMGE részletes története 1876–1887 (Bp., 1897)

Kéziratban:
- Pestmegye legújabb rövid leírása az 1890. népszámlálás adatainak felhasználásával és Nagy-Kőrös város leírása.

Fordításai:
- Koppe J. G.: A földmivelés és állattenyésztés (Pest 1855)
- Szontágh Gusztáv: A szenvedelmes dinnyész (Pest 1860)

Szerkesztette:
- Falusi Gazda, 1859–60
- Iparosok Lapja 1859–60
- többféle naptár
- Pabst kalauza a szarvasmarhatenyésztésre (Pest 1860) – jegyzetekkel látta el
- Gazdasági kis tükör (Országos Magyar Gazdasági Egyesület, Pest 1865) – az 5. kiadásban a bevezetést s a növénytermelést dolgozta át
- Nemzetgazdasági Közlöny (1876)